# Christian Fritzsch

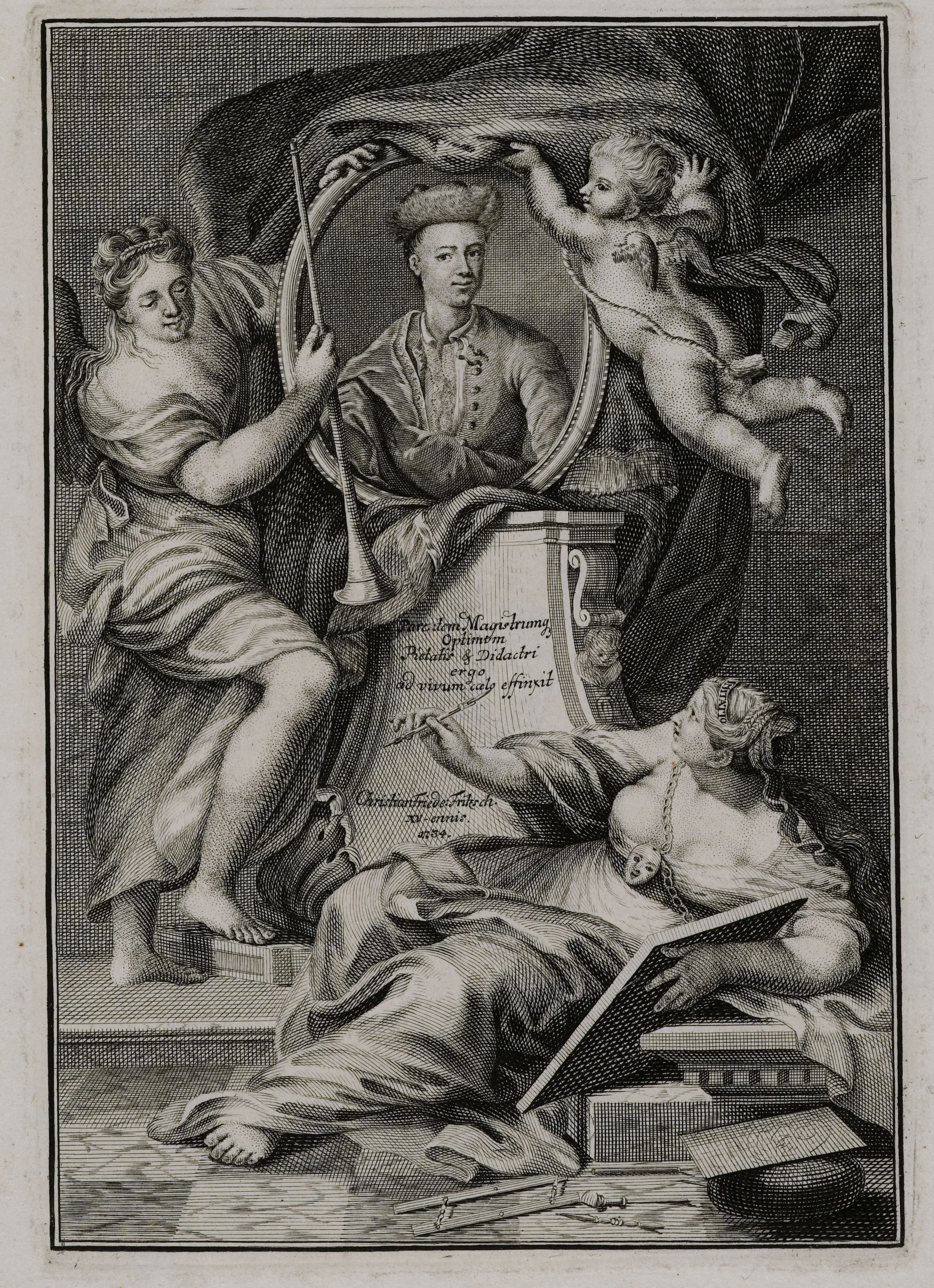
Porträt Christian Fritzsch von dessen 15-jährigem Sohn Christian Friedrich, Hamburg 1734

Christian Fritzsch (* 3. April 1695 in Sachsen; † 28. September 1769 in Schiffbek) war ein deutscher Kupferstecher.

## Leben
Fritzsch war der Sohn eines Schäfers in Sachsen und erhielt seine erste Ausbildung bei Martin Bernigeroth in Leipzig. Von dort zog es ihn zu seinem Freund, dem Porträtmaler Johann Salomon Wahl, der sich, ebenfalls aus Sachsen stammend, in Hamburg niedergelassen hatte und von dort aus den königlich dänischen Hof mit Porträts bediente. Fritzsch erhielt am 8. April 1718 das Hamburger Bürgerrecht. Er wurde Hofkupferstecher des Herzogs Karl Friedrich von Holstein-Gottorf, der ihm ein Landhaus in Schiffbek schenkte, das zu seinem Lebensmittelpunkt wurde. Christian Fritzsch fertigte zahlreich Porträts von Zeitgenossen und nach Gemälden, unter anderem Ölporträts des in Altona tätigen Balthasar Denner, als Vorlagen. Viele seiner Kupferstiche dienten als Buchillustrationen. Seine Söhne Christian Friedrich Fritzsch und Johann Christian Gottfried Fritzsch wurden unter seiner Anleitung ebenfalls Kupferstecher. Von Christian Friedrich hat sich ein Porträt seines Vaters aus dem Jahr 1734 als frühes Werk erhalten.
Ein jüngerer Bruder von Christian Fritzsch soll ebenso wie sein Freund Johann Salomon Wahl Schüler des Leipziger Porträtmalers David Hoyer gewesen sein, der ebenfalls für den königlich dänischen Hof arbeitete.